# Тенда (графство)

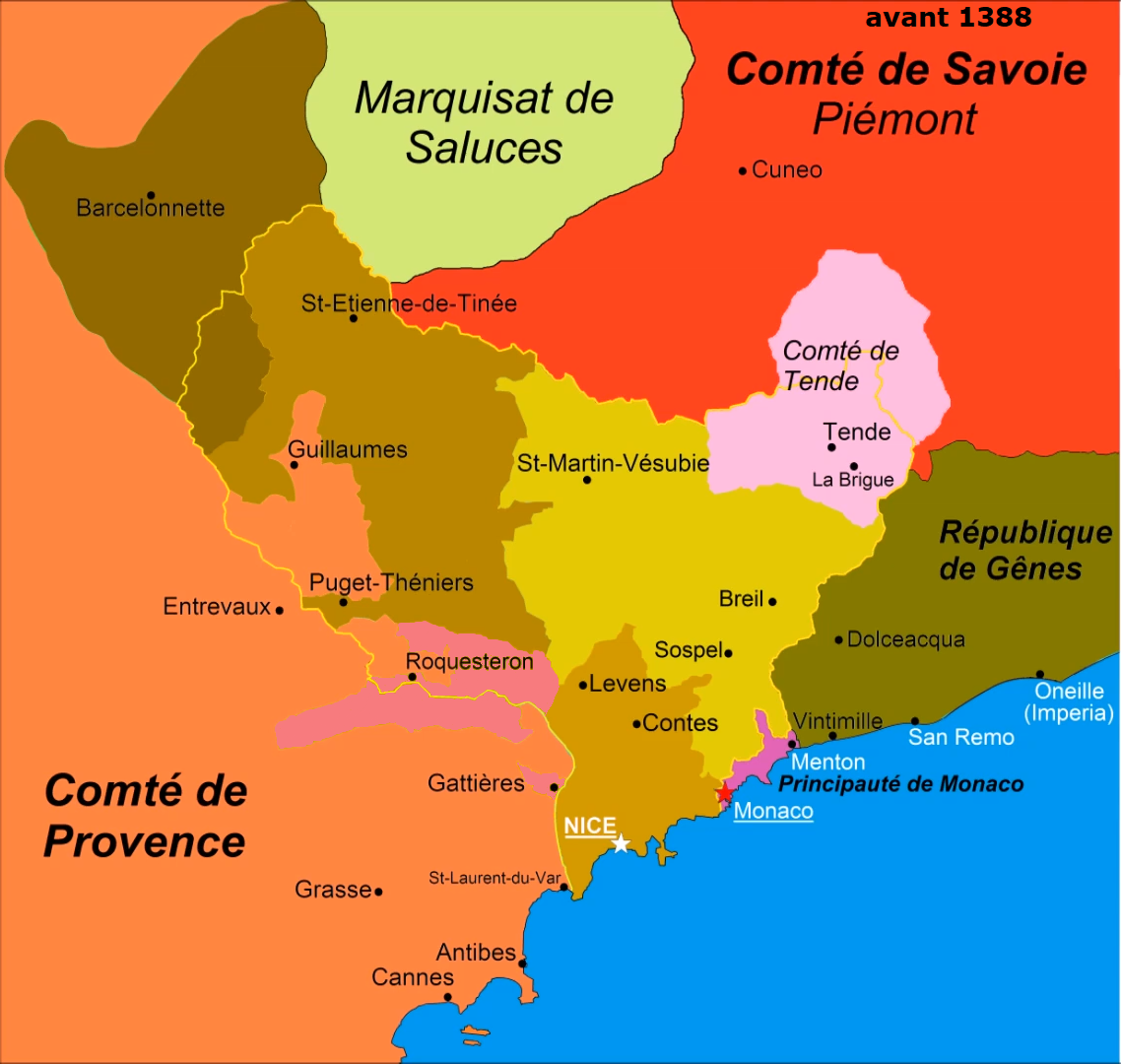

Графство Тенда (Comté de Tende, Contea di Tenda) — феодальное владение в Северо-Западной Италии, существовавшее в XIV—XVI веках, с центром в одноимённом городе, расположенном в 30 км к северу от Ментона. Сейчас это кантон Танд французского департамента Приморские Альпы.
Графство состояло из владений, которые унаследовал Жан I де Вентимилья (умер после 1285) — сын Гильома Пьера де Вентимилья и его жены Евдокии Ласкарины, дочери никейского императора Фёдора II.
Жан I и его потомки приняли фамилию Ласкарис и сделали своей резиденцией город Тенда. Первый, кто в документах назван графом Тенды, был Антуан Ласкарис, который с 15 октября 1419 года, когда Иоланда Арагонская передала графство Ницца герцогу Савойи, являлся вассалом последнего.
Наследница графства Тенда Анна Ласкарис (1487—1554) в 1502 году вторым браком вышла замуж за графа Рене де Виллара, внебрачного сына савойского герцога Филиппа I. Её внук Онора I Савойский умер в 1572 году бездетным, не оставив завещания. В борьбу за наследство вступили дядя покойного Онора Савойский, граф де Виллар, и сестра — Рене Савойская, дама д’Юрфе. Она и её муж Жак I д’Юрфе согласно договорам, заключенным в 1574 и 1574 годах, передали свои права на графство герцогу Савойи.
Дочь и наследница Онора II Анриэтта в 1576 году вышла замуж за Карла Лотарингского, герцога де Майена, и жители Тенды принесли ему присягу. Начались переговоры, и супруги уступили герцогу Савойи свои права на графство в обмен на маркизат Мирибель в Брессе. Первый договор был заключен в 1579 году, окончательный — 4 сентября 1581 года.
Жена графа Онора I Савойского Кларисса стала главной героиней новеллы мадам де Лафайет «Графиня Тандская» (опубликована в 1718 году).